# Fire in the hole
Fire in the hole은 세계의 많은 나라에서 쓰이는 표준의 경고이며, 제한된 공간에 폭발(爆發)이 임박했음을 알려 주는 표현이다. 이 용어는 동료들에게 폭발 경고를 알리기 위해 광업에서 유래하였다.

## 용어의 확산
수많은 액션 영화와 비디오 게임에서 이 용어를 사용하는 것을 볼 수 있다. 카운터스트라이크, 스페셜포스, 서든어택 등의 FPS 게임에서 많이 사용된다. 하지만 배틀필드 시리즈, 콜 오브 듀티 4 등에서는 미군이 파편 수류탄을 투척할 때는 이 용어보다 "Frag Out"을 사용하기도 한다.